# Antoine Laurent Dantan

Antoine Laurent Dantan, llamado Dantan el Viejo, nacido el 8 de diciembre de 1798 en Saint-Cloud, donde murió el 25 de mayo de 1878, es un escultor académico francés. A veces se confunde con su hermano Jean-Pierre Dantan, también escultor y dibujante hoy más conocido. 

## Carrera

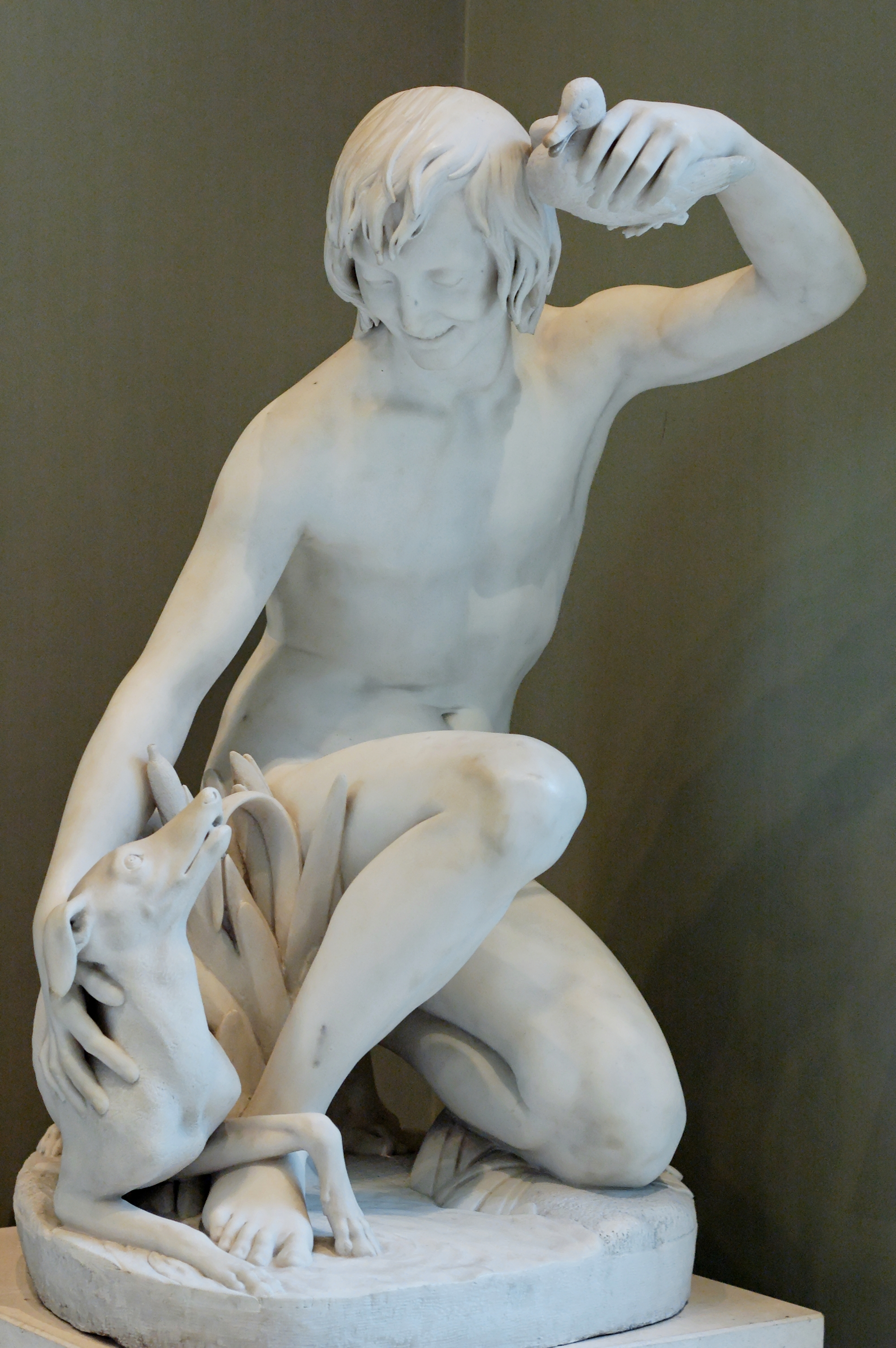
Antoine Laurent Dantan – Bañista jugando con un perro.

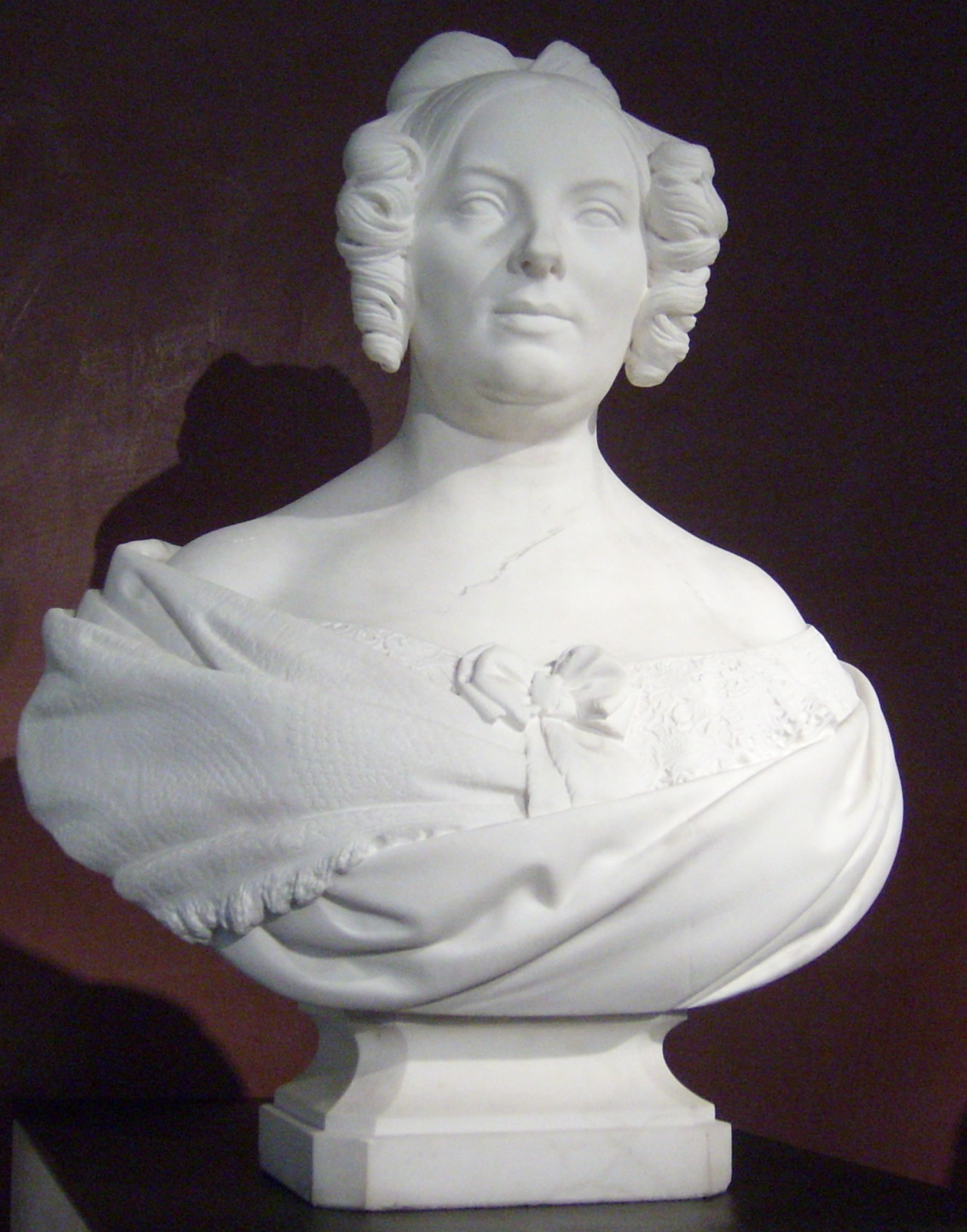
Busto de la miniaturista Madame Lizinska de Mirbel (1796-1849)

Preparado para tallar la madera, al igual que su hermano Jean-Pierre posteriormente, en el taller de su padre.
Antoine Laurent Dantan entró en la École des Beaux-Arts de París en 1816 donde asistió a los cursos del escultor François Joseph Bosio . 
Se adjudicó el Premio de Roma en 1828.
Hoy es menos conocido que su hermano menor, con el que a veces confunde. Especialmente en lo que se refiere a la autoría de las estatuas de estilo académico que adornan algunos monumentos de las ciudades francesas, como las de Jacques Lemercier y Philippe Delorme para la Corte del Palacio del Louvre o la estatua del Arcángel Rafael, para la Iglesia de la Madeleine en París. 
Conocemos las obras que se conservan en el Museo del Louvre: Bañista jugando con un perro (Mármol 1833) y la embriaguez de Sileno (composición de mármol). 
Hizo estatuas, de 20 a 60 cm en mármol o bronce, como el busto de Carlos X de Francia en 1824, un pequeño busto de Bellini en 1832 y la estatua del Joven napolitano con pandereta. 
Está enterrado en el cementerio del Père-Lachaise, de París (División IV), al igual que su hermano, en la concesión de la familia decorada por los dos hermanos (medallones de Dantan Padre y de Dantan el joven por Antoine-Laurent y medallones de la Sra. Dantan y de Dantan el viejo por Jean-Pierre). 
El linaje artístico de Dantan continuó con Édouard Joseph Dantan(1848-1897), pintor académico menor conocido por obras como el taller del escultor, un intermedio en la Comédie-Française o un rincón del Salón.

## Otras obras
- Estatua de Villars, en Versalles

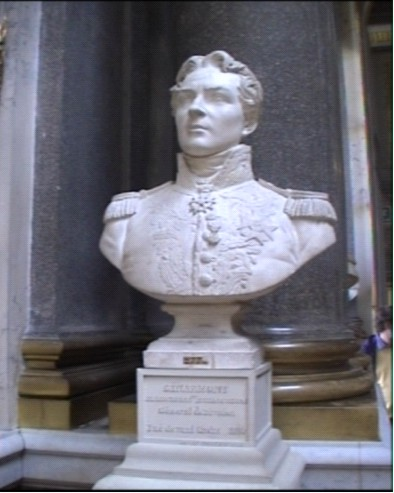
Busto de Antoine Hureau de Senarmont, Barón de Senarmont en la Galería de las Batallas del palacio de Versalles.

- Estatua del Delfín de Francia en Versalles
- Estatua de Juvénal des Ursins, para el Ayuntamiento de París (1838)
- Busto de Raquel (1839)
- Busto de Antoine Hureau de Senarmont, Barón de Senarmont en la Galería de las Batallas del palacio de Versalles
- Estatua de Duquesne (1844), en Dieppe
- Estatua de François de Malherbe (1847), en Caen
- Tumba de François Gérard (hacia 1837), en el cementerio de Montparnasse, División 1, Sección 1
- Antigua tumba con Cariátides, en el Père-Lachaise
- Los leones de bronce del pedestal del obelisco de Arles

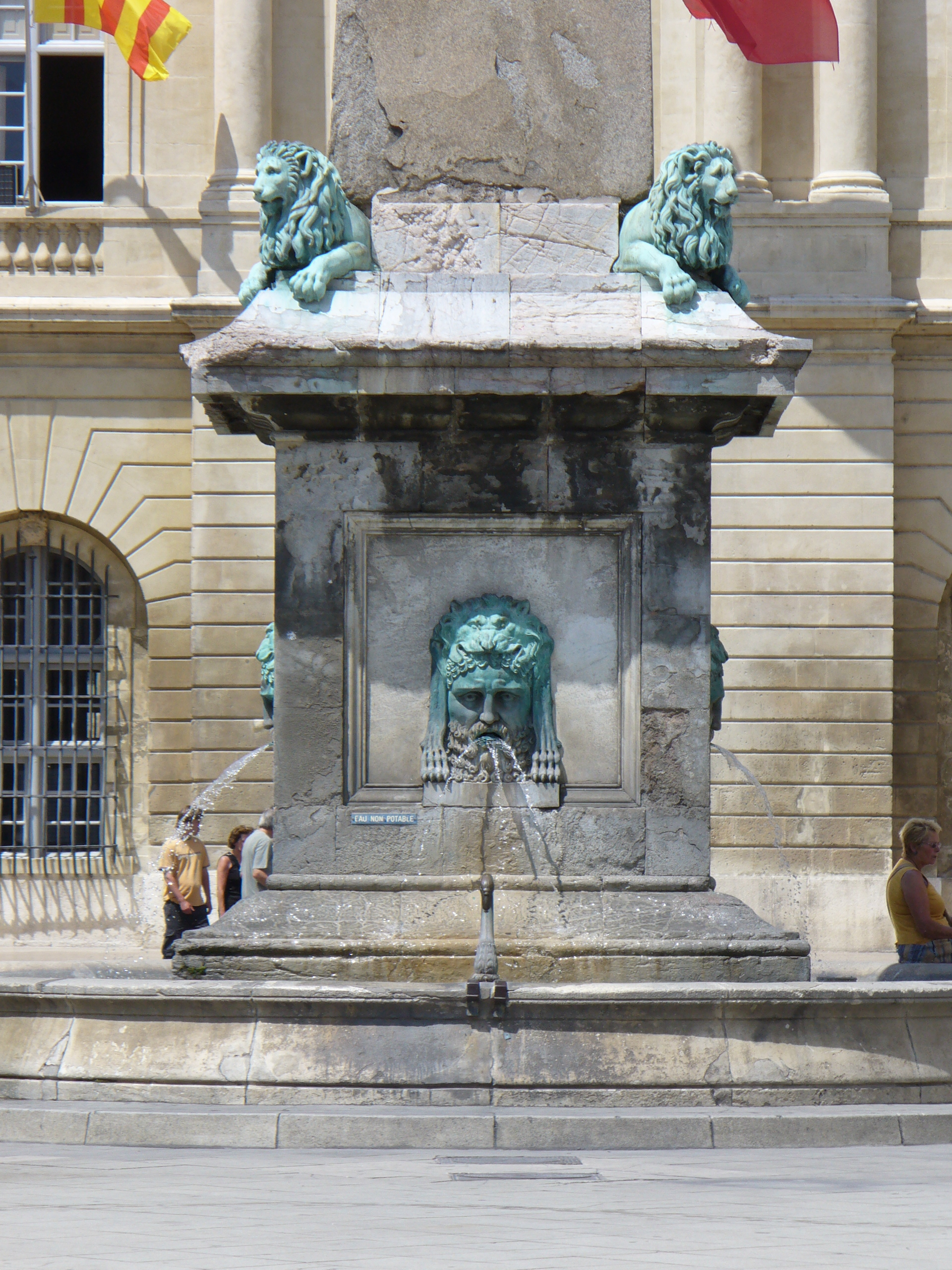
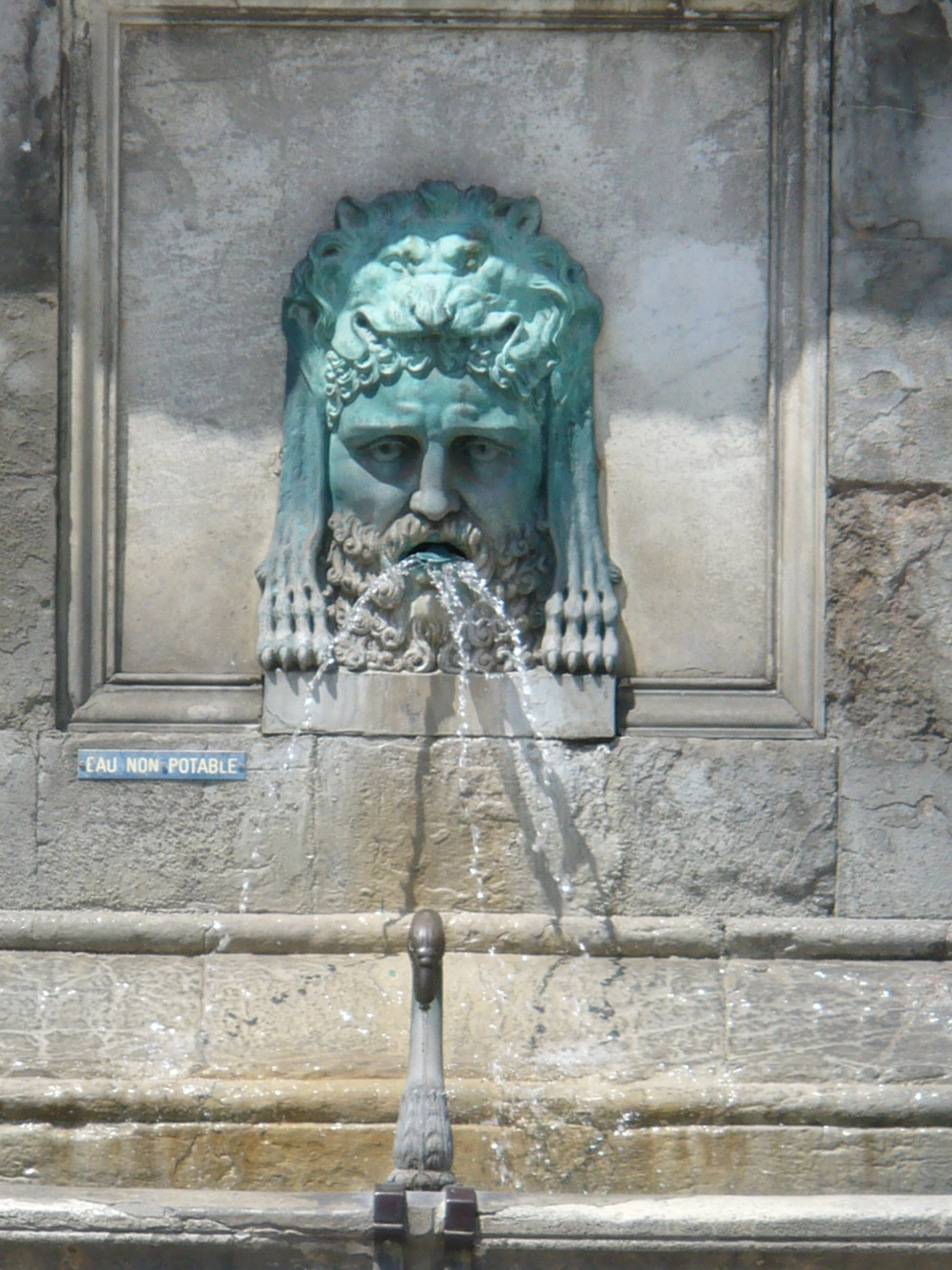